# Harold Verwoert
Hendrik Tjalling (Harold) Verwoert (Leeuwarden, 15 januari 1968) is een Nederlands presentator, acteur en popmuzikant.

## Biografie
Verwoert werd geboren in Leeuwarden. Na de havo studeerde hij twee jaar aan het Conservatorium in Groningen; daarna volgde hij een opleiding aan de Academie voor Lichte Muziek van Conamus.

## Carrière
Harold Verwoert is sinds 1989 actief als zanger, presentator, acteur en componist/tekstdichter. Voor zijn alter ego Coole Piet Diego schrijft hij nummers, maar ook voor onder andere Sjon & Sjeffrie en voor de 2010-editie van het nationale songfestival arrangeerde hij een versie van het nummer "Sjalalie sjalala" van Pierre Kartner en ook voor "De Mosselman" een versie van dit nummer. In 2010 heeft hij het zomerse nummer Koning van ‘t Strand uitgebracht. Verwoert was jarenlang presentator van belspelen voor Call TV. Ook is hij vanaf 2015 verslaggever in het programma Tijd voor MAX. De kijker moet raden in welke plaats Verwoert staat.

### Sinterklaas

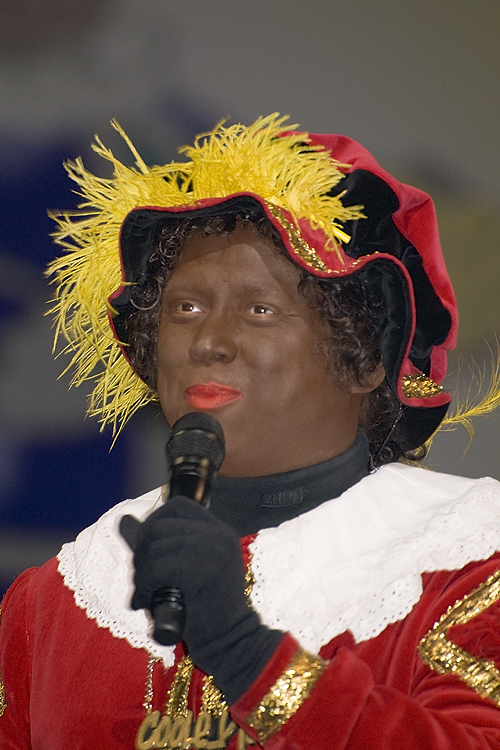
Verwoert als Coole Piet

Van 2001 tot en met 2007 was Harold rond sinterklaastijd als Coole Piet in de serie De Club van Sinterklaas op de zender Jetix te zien. Sinds de tweede serie (november 2001), De Nieuwe Club van Sinterklaas, zong hij tevens de titelsongs van de serie. Samen met Profpiet, Testpiet, Muziekpiet, Hoge Hoogte Piet en Hulppiet was hij in deze serie te zien en te horen en is hij jaarlijks te gast bij het theatrale popconcert Het Feest van Sinterklaas
Coole Piet scoorde in december 2005 een nummer 1-hit in de Single Top 100 met De Streken van Tante Toets. In 2006 scoorde hij zijn tweede nummer 1-hit met Paniek in de Confettifabriek. Hij schaart zich daarmee in een klein en illuster gezelschap van Sinterklaashits.
Na een zakelijk conflict tussen Jetix en Verwoert scheidden hun wegen zich en ging Verwoert verder als de Piet 'Diego'. 
Voor de Stichting Regionale Sinterklaas Promotie (SRSP) speelde Verwoert de rol van Diego in de film "Sinterklaas en het Geheim van het Grote Boek" en "Sinterklaas en de Verdwenen Pakjesboot". In 2010 is hij samen met zijn "pieten" collega's Wim Schluter en Beryl van Praag te zien in de bioscoopfilm "Sinterklaas en het Pakjes Mysterie". Voor al deze films schreef Verwoert de titelsongs.
Als Diego scoorde Verwoert in 2008 een hit samen met Gerard Joling. Het nummer "Ik kan niet wachten" is te beluisteren op de soundtrack van de film "Sinterklaas en het Geheim van het Grote Boek". In 2009 zong hij met Patricia Paay het duet "Verliefd". In 2010 zong hij met Sophie Veldhuizen, die de hoofdrol in de Disney en Cameron Mackintosh musical Mary Poppins speelt, met de single "Oh wat een feest".
Eind september 2009 werd bekend dat Verwoert weer terugkomt bij de Club van Sinterklaas. Reden is dat de serie nu niet meer wordt uitgezonden door Jetix, maar door RTL 4. Toestemming heeft hij weer voor de naam Coole Piet waarop Verwoert in 2009 als Coole Piet Diego de cd "Diego's coolste hits" uitbracht en op 1 oktober 2010 werd de cd ""Diego's coolste hits 2" gelanceerd. Na een tot driemaal toe succesvol Club van Sinterklaas-Feest dat wegens succes in het jaar 2011 wordt verbreed naar Ahoy Rotterdam wordt in 2012 De Club van Sinterklaas verbreed naar de bioscoop en wordt een nieuwe 'Coole Piet' gezocht. In 2012 heeft hij de hoofdrol in de bioscoopfilm Sint & Diego: De Magische Bron van Myra, in 2013 de televisiemusical Welkom Sinterklaas voor Nickelodeon en in 2014 de bioscoopfilm Sinterklaas & Diego: Het Geheim van de Ring.
In november 2020 verscheen het personage Coole Piet Diego vertolkt door Harold Verwoert in Het Zwarte Pietenjournaal van omroep Ongehoord Nederland. Coole Piet Diego bracht via Ongehoord Nederland ook de single Coronalied uit.
De originele sinterklaashits van Coole Piet Diego:
- De Nieuwe Club van Sinterklaas (2001)
- Spring Op en Neer (2001)
- Dit Ga Je Toch Niet Menen (2002)
- Blafpoeder (2003)
- De Brieven van Jacob (2004, Platina)
- De Streken van Tante Toets (2005)
- Paniek In de Confettifabriek (2006)
- De Speelgoeddief (2007)
- Het Geheim (2008)
- Ik Kan Niet Wachten (2008) met Gerard Joling
- Waar Is Toch De Pakjesboot (2009)
- Verliefd (2009) met Patricia Paay
- De Verdwenen Pakjes (2009) met Sjon & Sjeffrie
- Ooh Oh Heejoo (2009)
- Het Pakjesmysterie (2010)
- Oh Wat Een Feest (2010) met Sophie Veldhuizen en Aimée de Pater en Roan Pronk - (Jane en Michael Banks uit Mary Poppins)
- Vlieg Maar Met Ons Mee (2010) met Frans Bauer en Gebroeders Ko
- Boom Boom (2011) met STARZ
- Sint en Diego (2012)
- Welkom Sinterklaas (2013)
- Het Geheim van de Ring (2014)

## Filmografie
- De Club van Sinterklaas (2001-2007) - Coole Piet
- Het Feest Van Sinterklaas (2001-2007) - Coole Piet
- Sinterklaas Weekend Jetix (2005-2006) - Coole Piet
- Totp (2005) - Coole Piet
- Life & Cooking (2006-2008) - Coole Piet / Coole Piet Diego
- RTL Boulevard (2006) - Coole Piet
- Sinterklaas en het Geheim van het Grote Boek (2008) - Coole Piet Diego
- Sinterklaas en de Verdwenen Pakjesboot (2009) - Coole Piet Diego
- De Club van Sinterklaas (2009) - Coole Piet Diego
- De Club Van Sinterklaas Feest (2009-2011) - Coole Piet
- Sinterklaas en het Pakjes Mysterie (2010) - Coole Piet Diego
- Sinterklaas en het Raadsel van 5 December (2011) - Coole Piet Diego
- Sint & Diego: De Magische Bron van Myra (2012) - Coole Piet Diego
- Sinterklaas & Diego: Het geheim van de ring (2014) - Coole Piet Diego
- All Together Now - Zichzelf (2020)
- Het Zwarte Pietenjournaal (Ongehoord Nederland (2020-2021) - Coole Piet

## Discografie

### Albums
| Album met eventuele hitnotering(en) in de Nederlandse Album Top 100 | Datum van verschijnen | Datum van binnenkomst | Hoogste positie | Aantal weken | Opmerkingen    |
| ------------------------------------------------------------------- | --------------------- | --------------------- | --------------- | ------------ | -------------- |
| De liedjes van de Club van Sinterklaas                              | 11-2005               | 12-11-2005            | 14              | 5            |                |
| De liedjes van de Club van Sinterklaas - 2006                       | 27-10-2006            | 04-11-2006            | 10              | 5            |                |
| De liedjes van de Club van Sinterklaas - 2007                       | 26-10-2007            | 03-11-2007            | 9               | 5            |                |
| Sinterklaas en het geheim van het grote boek                        | 15-10-2008            | 25-10-2008            | 4               | 7            | Goud           |
| Diego's Coolste Hits                                                | 02-10-2009            |                       |                 |              |                |
| Diego's Coolste Hits 2                                              | 01-10-2010            |                       |                 |              |                |
| Diego's Coolste Hits 3                                              | 01-10-2012            |                       |                 |              |                |
| Diego Coolste Hits 4                                                | 11-11-2013            |                       |                 |              | Excl. bij Lidl |
| Diego Coolste Hits 5                                                | 11-2014               |                       |                 |              |                |

### Singles
| Single met eventuele hitnotering(en) in de Nederlandse Top 40 | Datum van verschijnen | Datum van binnenkomst | Hoogste positie | Aantal weken | Opmerkingen                                                    |
| ------------------------------------------------------------- | --------------------- | --------------------- | --------------- | ------------ | -------------------------------------------------------------- |
| De brieven van Jacob                                          | 2004                  | -                     | -               | -            | als Coole Piet                                                 |
| De streken van tante Toets                                    | 2005                  | 26-11-2005            | 11              | 3            | als Coole Piet / #1 in de Single Top 100                       |
| Paniek in de confettifabriek                                  | 31-10-2006            | 18-11-2006            | 1(1wk)          | 5            | als Coole Piet / #1 in de Single Top 100                       |
| De speelgoeddief                                              | 29-10-2007            | 10-11-2007            | 2               | 6            | als Coole Piet / #3 in de Single Top 100                       |
| Het geheim / Ik kan niet wachten                              | 31-10-2008            | 29-11-2008            | 35              | 2            | als Diego / als Diego met Gerard Joling / #4 in Single Top 100 |
| Eddie's Back In Town                                          | 18-09-2009            | -                     | -               | -            | Clip van de Halloween Fright Nights 2009 in Walibi Holland.    |
| De verdwenen Pakjes                                           | 16-10-2009            | 21-11-2009            | 31              | 5            | Met Sjon & Sjeffrie / #31 in de Single Top 100                 |
| Boom Boom                                                     | 02-11-2009            |                       |                 |              | Coole Piet Diego met STARZ.                                    |
| Coronalied                                                    | 18-11-2020            |                       |                 |              | als Coole Piet Diego                                           |